# Шпанска легија
Шпанска легија (шп. Legión Española), некадашња Шпанска легија странаца, је елитна борбена јединица шпанске војске. Представља шпански еквиваленат Француској легији странаца, али у пракси регрутује искључиво Шпанце. Маскота ове легије јесте коза, која се обавезно појављује на свим свечаним дефилеима, обично с легионарском капом или марамом.

## Историја
Шпанска легија странаца основана је краљевском одлуком (декретом) краља Алфонса XIII 28. јануара 1920. године, коју је формулисао тадашњи Министар рата, Хосе Виљалба. Године 1920. Шпанска легија странаца у пет батаљона попуњена је првенствено од лица рођених у Шпанији (пошто странце није било лако регрутовати), а највише страних припадника је долазило из нове независне Републике Кубе. Франсиско Франко је био припадник Легије од њеног оснивања, а касније и њен и командант. Шпанска легија учествовала је на страни франкиста у Шпанском грађанском рату.